# 夢は終わらない 〜こぼれ落ちる時の雫〜
「夢は終わらない 〜こぼれ落ちる時の雫〜」（ゆめはおわらない こぼれおちるときのしずく）は、1995年11月22日にビクターエンタテインメントから発売された吉田由香里のシングル。

## 概要
表題曲の「夢は終わらない 〜こぼれ落ちる時の雫〜」は『テイルズ オブ ファンタジア』SFC版、GBA版『テイルズ オブ ファンタジア』のオープニングテーマに、カップリング曲の「星を空に…」は同ゲームのPS版エンディングテーマとなっている。

## 収録曲
1. 夢は終わらない 〜こぼれ落ちる時の雫〜
作詞：藤林聖子、作曲：関口敏行、編曲：岩崎文紀
2. 星を空に…
作詞：岸本大河、作曲・編曲：竹中敬一
3. 夢は終わらない 〜こぼれ落ちる時の雫〜（オリジナル・カラオケ）
4. 星を空に…（オリジナル・カラオケ）

## よーみによるカバー

### 概要
よーみがカバーし、1998年12月19日にビクターエンタテインメントからシングルとして発売された。表題曲の「夢は終わらない 〜こぼれ落ちる時の雫〜」は、『テイルズ オブ ファンタジア』PS版・PSP版のオープニングテーマになっている。
よーみは、1980年1月9日生まれ、奈良県出身。本名は吉田友美（よしだ ゆみ）で、芸名はこれを短くしたものある。

### 収録曲
1. 夢は終わらない 〜こぼれ落ちる時の雫〜
作詞：藤林聖子、作曲：関口敏行、編曲：坂本昌之
2. 予感…
作詞：さいとうみわこ、作曲：佐藤英敏、編曲：坂本昌之
3. 夢は終わらない 〜こぼれ落ちる時の雫〜（オリジナル・カラオケ）
4. 予感…（オリジナル・カラオケ）

## その他のカバー
- ニャル子（阿澄佳奈） - 2013年発売のアルバム『邪名曲たち〜「這いよれ！ニャル子さん」クトゥルーカバーミニアルバム 〜』に収録[8]。
- 鮎川天理 starring 名塚佳織 - 2014年発売のアルバム『神のみぞ知るセカイ キャラクター・カバーALBUM2 〜選曲：若木民喜〜』に収録[9]。
- 岩男潤子（ミント・アドネード） - 2020年デジタル配信。『テイルズ オブ ファンタジア』登場キャラクターを演じた岩男潤子によるイメージアレンジカバー[10]。